# Gwadar (Distrikt)
Der Distrikt Gwadar (Urdu ضلع گوادر) ist ein Verwaltungsdistrikt in der pakistanischen Provinz Belutschistan. Sitz der Distriktverwaltung ist die gleichnamige Stadt Gwadar.
Der Distrikt hat eine Fläche von 12.637 km² und nach der Volkszählung von 2017 263.514 Einwohner. Die Bevölkerungsdichte beträgt 21 Einwohner/km².

## Geografie

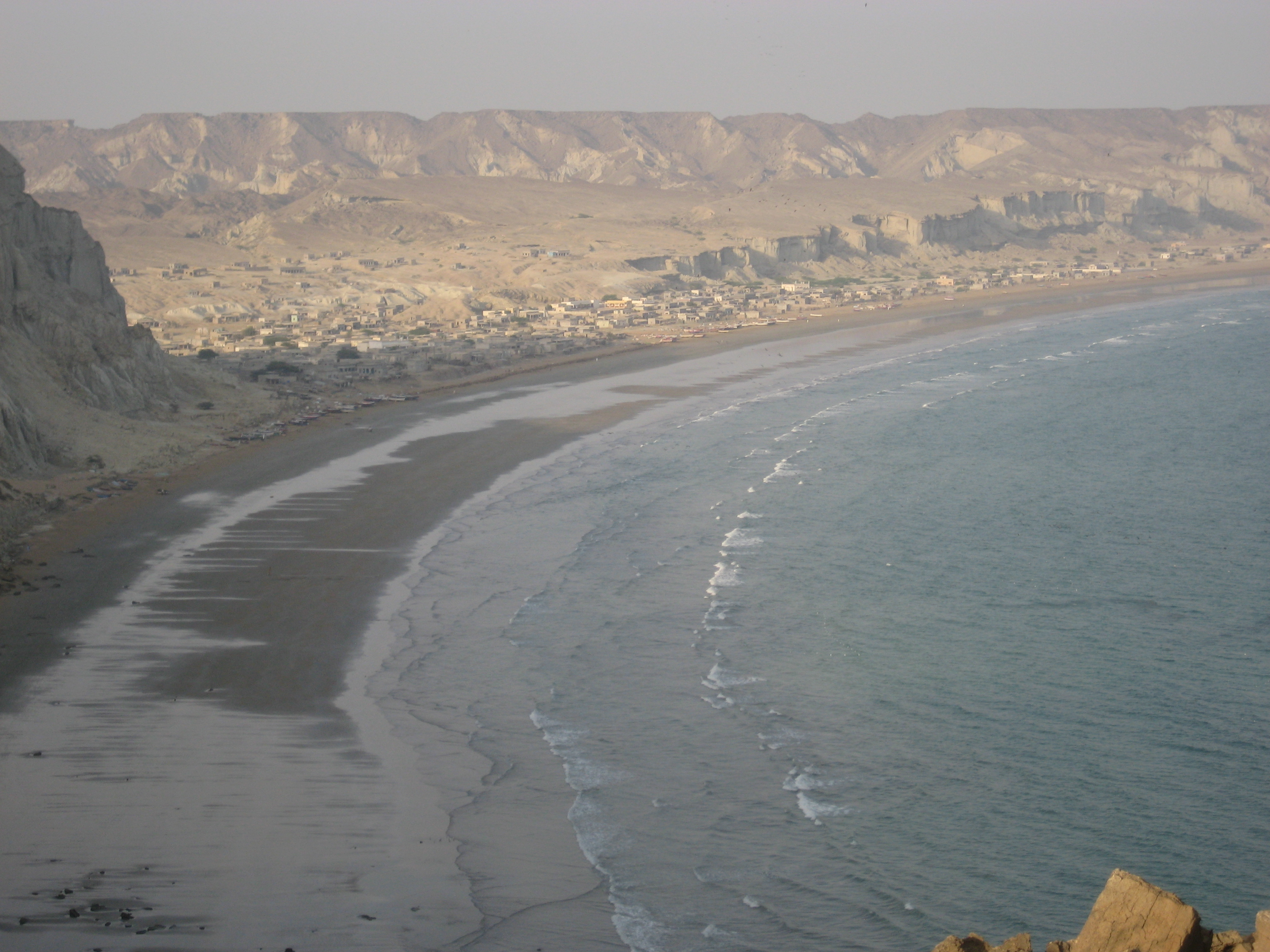
Küstenregion von Gwadar

Der Distrikt besteht aus einem langgestreckten Landstreifen an der Küste des Arabischen Meeres der Provinz Belutschistan. Die Ost-West-Ausdehnung beträgt etwa 350 km und die Nord-Süd-Ausdehnung variiert zwischen minimal etwa 12 km (in der Gegend von Pasni) und maximal etwa 73 km (im Westen). Im Westen grenzt der Distrikt an die iranische Provinz Sistan und Belutschistan.
Der Distrikt bildet eine ausgedehnte Gebirgsregion, die aus Bergrücken und Hügeln besteht, die abschnittsweise bis 1000 m Höhe über dem Meeresniveau erreichen. Zwischen den Gebirgskämmen ist der Boden in den Ebenen im Allgemeinen fruchtbar und eignet sich für den Anbau von Weizen, Baumwolle, Obst und Gemüse. Die Küstenlinie ist tief gegliedert und weist zahlreiche Buchten auf. Die Küstenregion ist fast unbesiedelt. Ein charakteristisches Merkmal ist das wiederholte Auftreten von Vorgebirgen aus weißem Lehm, die von Kalkstein oder scholligen Brekzien bedeckt sind, und die sich der Tafelbergform nähern. Zu den wichtigen Flüssen und Bächen im Bezirk gehören die Flüsse Shadi Kaur, Sawad und Dasht mit ihren Nebenflüssen Nilag und
Daddeh. Am östlichen Rand umfasst der Distrikt einen Teil des Hingol-Nationalparks.

## Klima
Das Klima im Distrikt Gwadar ist im Sommer heiß und feucht und im Winter mild. Die jahreszeitlichen Temperaturunterschiede sind relativ gering. Gelegentlich bringen die Winde in der Hochebene von Belutschistan Kälteeinbrüche, ansonsten ist der relativ kurze Winter angenehm. Regen fällt hauptsächlich in den Monaten Dezember und Januar. Die höchste Niederschlagsmenge von 227 mm in 24 Stunden wurde am 6. Juni 2010 verzeichnet (Stand: 2011).
|                       | Jan  | Feb | Mär | Apr | Mai | Jun | Jul | Aug | Sep | Okt | Nov | Dez |   |      |
| Mittl. Tagesmax. (°C) | 24   | 26  | 31  | 33  | 34  | 35  | 33  | 32  | 33  | 34  | 31  | 27  | ⌀ | 31,1 |
| Mittl. Tagesmin. (°C) | 11   | 10  | 16  | 21  | 25  | 27  | 26  | 25  | 24  | 21  | 15  | 12  | ⌀ | 19,5 |
|                       |      |     |     |     |     |     |     |     |     |     |     |     |   |      |
| Niederschlag (mm)     | 19,5 | 3,0 | 0   | 0   | 0   | 1   | 0   | 20  | 0   | 0   | 0   | 27  | Σ | 70,5 |

| 11 |

| 10 |

| 16 |

| 21 |

| 25 |

| 27 |

| 26 |

| 25 |

| 24 |

| 21 |

| 15 |

| 12 |

| 11 |

| 10 |

| 16 |

| 21 |

| 25 |

| 27 |

| 26 |

| 25 |

| 24 |

| 21 |

| 15 |

| 12 |

## Geschichte
Die frühesten Spuren menschlicher Besiedelung der Makran-Region datieren aus der Bronzezeit. Die späteren Bewohner waren indoiranische Völker, die Vorfahren der heutigen Belutschen. Die Gegend gehörte zur antiken Region Gedrosien des Achämenidenreiches, die von Kyros II. erobert worden sein soll. Während des Rückmarsches der Armee Alexanders des Großen führte sein Admiral Nearchos, eine Flotte entlang der heutigen Makran-Küste und berichtete, dass das Gebiet trocken, gebirgig und von Ichthyophagen („Fischessern“) bewohnt war. Nach Alexanders Tod wurde das Gebiet von Seleukos Nikator, einem der Generäle Alexanders und Diadochen beherrscht. Während der Expansion des Islam kam die Region im 7. Jahrhundert unter die Oberhoheit muslimischer Herrscher. Im Jahr 1783 trat der Khan von Gwadar die Herrschaft über Gwadar an den Sultan von Maskat ab. Gwadar verblieb im Besitz der Herrscher von Oman, bis es am 8. September 1958 von Pakistan in einem Kaufvertrag wieder zurückerworben wurde. In den 1870er Jahren wurde die Region als Fürstenstaat Makran in Britisch-Indien inkorporiert. Nach dem Ende der britischen Herrschaft 1947 wurde sie Teil Pakistans und der Provinz Belutschistan.
Gwadar wurde am 1. Juli 1977 offiziell zu einem Distrikt, als die Makran-Division mit drei Distrikten geschaffen wurde.

## Verwaltungsgliederung
Der Distrikt ist administrativ in vier Tehsils (Gwadar, Jiwani, Ormara und Pasni), sowie 13 Union Councils unterteilt.

## Demografie
| Jahr | Einwohnerzahl |
| ---- | ------------- |
| 1972 | 90.820        |
| 1981 | 112.385       |
| 1998 | 185.498       |
| 2017 | 263.514       |

Die Bevölkerung besteht hauptsächlich aus Belutschen, die verschiedenen Stämmen angehören (Kauhda, Hoath, Gichki, Kalmati, Dashti und Rind). Die im Distrikt hauptsächlich gesprochene Sprache ist Belutschisch. Zwischen 1998 und 2017 wuchs die Bevölkerung um jährlich 1,86 %. Von der Bevölkerung leben ca. 61 % in städtischen Regionen und ca. 39 % in ländlichen Regionen. In 39.922 Haushalten leben 141.771 Männer, 121.728 Frauen und 15 Transgender, woraus sich ein Geschlechterverhältnis von 116,6 Männer pro 100 Frauen ergibt und damit einen für Pakistan typischen Männerüberschuss.
Die Alphabetisierungsrate in den Jahren 2014/15 bei der Bevölkerung ab 10 Jahren liegt bei 62 %, während sie bei Frauen nur 37 % beträgt.
Die große Mehrheit der Bewohner sind sunnitische Muslime. Eine Minderheit gehört der Zikri-Sekte an, die ihren Schwerpunkt in der Stadt Turbat im Nachbardistrikt Kech hat. Es gibt in den größeren Städten Gwadar, Pasni und Ormara eine kleine Anzahl von Ismailiten, die „Khojas“ genannt werden. Die Bewohner Gwadars gelten für pakistanische Verhältnisse als im Allgemeinen relativ liberal in ihren religiösen Überzeugungen und Praktiken.

## Wirtschaft
Zu den Rabi-Pflanzen, die im Distrikt im Winter oder im Frühsommer gesät und im Spätsommer geerntet werden, gehören Linsen (Masoor), Gemüse und Futtermittel. Zu den Kharif-Kulturen, die in Gwadar im Sommer gesät und im Spätsommer oder Frühwinter geerntet werden, zählen verschiedene Obstsorten (Datteln, Mangos, Zitrusfrüchte, Guaven, Sapote, Bananen, Papaya, Japanische Wollmispeln, Kokosnuss, Melonen) - und Gemüsesorten, sowie Koriander. In der Viehhaltung werden vorwiegend Ziegen und Schafe gehalten. Die (Binnen- und Hochsee-)Fischerei hat insbesondere für die Bewohner der Region um die Stadt Gwadar große Bedeutung.
An Bodenschätzen werden Kalkstein, Marmor und Schwefel abgebaut.